# قرار مجلس الأمن التابع للأمم المتحدة رقم 1553
قرار مجلس الأمن التابع للأمم المتحدة رقم 1553، المتخذ بالإجماع في 29 تموز / يوليو 2004، بعد التذكير بالقرارات السابقة بشأن إسرائيل ولبنان، بما في ذلك القرارات 425 (1978) و426 (1978) و1525 (2004)، مدد المجلس ولاية قوة الأمم المتحدة المؤقتة في لبنان (اليونيفيل) لستة أشهر أخرى حتى 31 كانون الثاني 2005.

## القرار

### أعمال
رحبت الحكومة اللبنانية بالخطوات المتخذة لاستعادة سلطتها في جنوب لبنان من خلال نشر القوات اللبنانية. وحث المجلس الأطراف على ضمان حرية الحركة الكاملة لليونيفيل وضمان سلامتها. ودعيت إسرائيل ولبنان إلى الوفاء بالتزاماتهما باحترام خط الانسحاب الذي حددته الأمم المتحدة، وأدينت جميع الانتهاكات الجوية والبحرية والبرية للخط.
وأيد القرار الجهود التي تبذلها اليونيفيل لرصد انتهاكات خط الانسحاب وجهود إزالة الألغام، مشجعا على الحاجة إلى توفير خرائط إضافية لمواقع الألغام الأرضية. وطُلب من الأمين العام مواصلة المشاورات مع الحكومة اللبنانية والدول المساهمة بقوات بشأن تنفيذ القرار الحالي. كما وجهه إلى الإبلاغ عن أنشطة قوة الأمم المتحدة المؤقتة في لبنان والمهام التي تقوم بها هيئة الأمم المتحدة لمراقبة الهدنة.
وأخيرا، اختتم القرار بالتأكيد على أهمية السلام العادل والدائم في الشرق الأوسط على أساس قرارات مجلس الأمن ذات الصلة بما في ذلك القرارين 242 (1967) و338 (1973).

## روابط خارجية
- نص القرار في undocs.org